# Südkoreanische Badmintonmeisterschaft
Südkoreanische Badmintonmeisterschaften (kor. 전국종합배드민턴선수권대회) werden seit 1957 in einem jährlichen Rhythmus ausgetragen. 2011 fanden die Titelkämpfe zum 54. Mal statt.

## Die Titelgewinner
| Saison    | Herreneinzel      | Dameneinzel       | Herrendoppel                   | Damendoppel                   | Mixed                         |             |
| --------- | ----------------- | ----------------- | ------------------------------ | ----------------------------- | ----------------------------- | ----------- |
| 1957      | Park Do-sung      | Ahn Jung-hi       | Park Do-sung Park Dae-sung     | Ahn Jung-hi Kim Moon-hi       | nicht ausgetragen             |             |
| 1958      | Park Dae-sung     | Lee Myung-ja      | Park Do-sung Park Dae-sung     | Lee Myung-ja Kim Moon-hi      | nicht ausgetragen             |             |
| 1959 1960 | nicht ausgetragen | nicht ausgetragen | nicht ausgetragen              | nicht ausgetragen             | nicht ausgetragen             |             |
| 1961      | Kim Bok-man       | Park Jin-soo      | Kim Bok-man Bang See-chan      | Park Jin-soo Kim Kwang-ja     | Kim Bok-man Park Jin-soo      |             |
| 1962      | Ahn Douck         | Park Jeom-sun     | Ahn Douck Song Jeon-seop       | Park Jeom-sun Park Eun-hee    | nicht ausgetragen             |             |
| 1963      | Nha Dae-soung     | Park Jin-soo      | Nha Dae-soung Ahn Douck        | Lee Kun-ja Lee Choung-ja      | Nha Dae-soung Kim Kwang-ja    |             |
| 1964      | Ahn Douck         | Lee Kyung-suk     | Nha Dae-soung Ahn Douck        | Lee Kyung-suk Kim Seo-woon    | Nha Dae-soung Kim Kwang-ja    |             |
| 1965      | Ro Choung-kwon    | Lee Young-soon    | Kim Eui-gon Han Sung-kwi       | Lee Kyung-suk Kim Seo-woon    | Nha Dae-soung Lee Young-soon  |             |
| 1966      | Han Sung-kwi      | Kim Seo-woon      | Lim Bang-hwan Han Sung-kwi     | Kim Young-bai Kim Seo-woon    | nicht ausgetragen             |             |
| 1967      | Kim Eui-gon       | Lee Young-soon    | Ro Choung-kwon Kim Bong-sub    | Lee Young-soon Kang Young-sin | Kim Bong-sub Kang Young-sin   |             |
| 1968      | Han Sung-kwi      | Lee Young-soon    | Ro Choung-kwon Kim Bong-sub    | Lee Young-soon Kang Young-sin | Ro Choung-kwon Lee Young-soon |             |
| 1969      | Kim Eui-gon       | Lee Young-soon    | Ro Choung-kwon Kim Bong-sub    | Lee Young-soon Kang Young-sin | I Song Ki Han Bae Hyo Ryeon   |             |
| 1970      | keine Daten       | keine Daten       | keine Daten                    | keine Daten                   | keine Daten                   |             |
| 1971      | Kim Eui-gon       | Son Deok-suk      | Lee Ok-hyun Kim In-kuk         | Kim Jong-ja Ok Bok-eun        | Kim Eui-gon Yoon Im-soon      |             |
| 1972      | Han Sung-kwi      | Han Sook-i        | Lee Ok-hyun Kim In-suk         | Kim Jong-ja Ok Bok-eun        | Lee Ok-hyun Oh Yeon-han       |             |
| 1973      | Kim Eui-gon       | Oh Yeon-han       | Kim Eui-gon Han Sung-kwi       | Oh Yeon-han Son Deok-suk      | Kim Eui-gon Ok Bok-eun        |             |
| 1974      | Han Sung-kwi      | Song Hyang-sun    | keine Daten                    | keine Daten                   | keine Daten                   |             |
| 1975      | keine Daten       | keine Daten       | keine Daten                    | keine Daten                   | keine Daten                   |             |
| 1976      | Kim Bong-sub      | Kim Eun-hee       | Kim Bong-sub Han Sung-kwi      | Kim Hye-kyung Kim Mi-seon     | Han Sung-kwi Han Yoon-soon    |             |
| 1977      | Lee Eun-ku        | Song Hyang-sun    | Lee Eun-ku Kwon Seung-taek     | Hwang Sun-ai Kang Haeng-suk   | Lee Ok-hyun Park Ok-yeon      |             |
| 1978      | Lee Eun-ku        | Song Hyang-sun    | Lee Eun-ku Kwon Seung-taek     | Hwang Sun-ai Kang Haeng-suk   | Kim Joong-su Choi Young-ok    |             |
| 1979      | Lee Jae-bok       | Hwang Sun-ai      | Son Moon-bae Yoo Byung-hwan    | Hwang Sun-ai Kam Myung-suk    | Choi Byung-hak Kang Haeng-suk |             |
| 1980      | Lee Deuk-choon    | Hwang Sun-ai      | Kwon Seung-taek Lee Eun-ku     | Hwang Sun-ai Kang Haeng-suk   | Lee Jae-bok Hwang Sun-ai      |             |
| 1981      | Park Joo-bong     | Yoo Sang-hee      | Kwon Seung-taek Lee Eun-ku     | Hwang Sun-ai Kang Haeng-suk   | Choi Byung-hak Kang Haeng-suk |             |
| 1982      | Park Joo-bong     | Kim Yun-ja        | Park Joo-bong Park Hyang-kyu   | Kim Yun-ja Yoo Sang-hee       | Sung Han-kuk Lee Mi-suk       |             |
| 1983      | nicht ausgetragen | nicht ausgetragen | nicht ausgetragen              | nicht ausgetragen             | nicht ausgetragen             |             |
| 1984      | Park Joo-bong     | Kim Yun-ja        | Park Joo-bong Sung Han-kuk     | Hwang Hye-young Park Mi-suk   | Park Joo-bong Cho Geum-shin   |             |
| 1985      | Sung Han-kuk      | Kim Yun-ja        | Park Joo-bong Sung Han-kuk     | Kim Yun-ja Yoo Sang-hee       |                               |             |
| 1986      | Park Joo-bong     | Kim Yun-ja        | Park Joo-bong Song Young-ho    | Hwang Sun-ai Lee Myung-hee    | Park Joo-bong Hong Ok-soon    |             |
| 1987      | Park Sung-bae     | Kim Yun-ja        | Park Joo-bong Lee Deuk-choon   | Chung Myung-hee Kim Yun-ja    | Park Joo-bong Choi Jeom-i     |             |
| 1988      | Sung Han-kuk      | Lee Young-suk     | Park Joo-bong Lee Deuk-choon   | Chung Myung-hee Kim Yun-ja    | Park Joo-bong Chung Myung-hee |             |
| 1989      | Choi Sang-beom    | Lee Young-suk     | Park Joo-bong Kim Jong-woong   | Lee Young-suk Gil Young-ah    | Park Joo-bong Chung Myung-hee |             |
| 1990      | Kim Hak-kyun      | Lee Young-suk     | Park Joo-bong Shon Jin-hwan    | Chung So-young Jeon Sung-sook | Lee Sang-bok Chung Myung-hee  |             |
| 1991      | Park Sung-woo     | Lee Young-suk     | Kim Jae-hwan Shon Jin-hwan     | Lee Young-suk Gil Young-ah    | Son Sang-beom Shon Hye-joo    |             |
| 1992      | Lee Kwang-jin     | Bang Soo-hyun     | Kang Kyung-jin Yoon Seung-hyun | Chung So-young Kim Jae-jeong  | Kim Jae-hwan Chung So-young   |             |
| 1993      | Park Sung-woo     | Bang Soo-hyun     | Choi Ji-tae Kim Young-gil      | Shim Eun-jung Kim Mee-hyang   | Ha Tae-kwon Kim Shin-young    |             |
| 1994      | Lee Kwang-jin     | Lee Joo Hyun      | Kim Dong-moon Ha Tae-kwon      | Jang Hye-ock Jang Mi-seon     | Kim Dong-moon Kim Shin-young  |             |
| 1995      | Lee Kwang-jin     | Bang Soo-hyun     | Lee Suk-ho Lee Dong-soo        | Chung So-young Kim Shin-young | Kim Dong-moon Gil Young-ah    |             |
| 1996      | Lee Kwang-jin     | Ra Kyung-min      | Kim Dong-moon Ha Tae-kwon      | Park Soo-yun Gil Young-ah     | Ha Tae-kwon Kim Shin-young    |             |
| 1997      | Lee Kwang-jin     | Kim Ji-hyun       | Kim Dong-moon Ha Tae-kwon      | Park Soo-yun Yim Bang-eun     | Kim Dong-moon Kim Shin-young  |             |
| 1998      | Ahn Jae-chang     | Kim Ji-hyun       | Kim Dong-moon Ha Tae-kwon      | Shon Hye-joo Ra Kyung-min     | Kim Dong-moon Chung Jae-hee   |             |
| 1999      | Shon Seung-mo     | Ra Kyung-min      | Lee Dong-soo Yoo Yong-sung     | Lee Kyung-won Park Soo-yun    | Ha Tae-kwon Chung Jae-hee     |             |
| 2000      | Lee Hyun-il       | Lee Kyung-won     | Ha Tae-kwon Yoo Yong-sung      | Kim Kyeung-ran Ra Kyung-min   | Kim Dong-moon Yim Kyung-jin   |             |
| 2001      | Lee Hyun-il       | Jun Jae-youn      | Kim Dong-moon Lee Dong-soo     | Kim Kyeung-ran Ra Kyung-min   | Kim Dong-moon Yim Kyung-jin   |             |
| 2002      | Shon Seung-mo     | Jun Jae-youn      | Kim Yong-hyun Yim Bang-eun     | Chung Jae-hee Lee Hyo-jung    | Kim Yong-hyun Kim Shin-young  |             |
| 2003      | Lee Hyun-il       | Jun Jae-youn      | Lee Jae-jin Jung Jae-sung      | Lee Kyung-won Lee Hyo-jung    | Kim Dong-moon Lee Hyo-jung    |             |
| 2004      | Park Sung-hwan    | Jun Jae-youn      | Lee Jae-jin Jung Jae-sung      | Lee Kyung-won Lee Hyo-jung    | Kim Dong-moon Lee Hyo-jung    |             |
| 2005      | Lee Hyun-il       | Hwang Hye-youn    | Han Sang-hoon Lee Yong-dae     | Lee Kyung-won Lee Hyo-jung    | Lee Jae-jin Lee Hyo-jung      |             |
| 2006      | Lee Hyun-il       | Hwang Hye-youn    | Lee Yong-dae Jung Jae-sung     | Jung Youn-kyung Hong Soo-jung | Lee Dong-soo Chung Jae-hee    |             |
| 2007 2008 | nicht ausgetragen | nicht ausgetragen | nicht ausgetragen              | nicht ausgetragen             | nicht ausgetragen             |             |
| 2009      | Park Sung-hwan    | Bae Yeon-ju       | Yoo Yeon-seong Kim Dae-sung    | Ha Jung-eun Park Sun-young    | Ko Sung-hyun Ha Jung-eun      |             |
| 2010 2024 | keine Daten       | keine Daten       | keine Daten                    | keine Daten                   | keine Daten                   | keine Daten |